# Трг Крајине
Трг Крајине је главни бањалучки трг. До почетка деведесетих година XX вијека, трг је носио име Едварда Кардеља. Трг је и мјесто окупљања Бањалучана поводом дочека Нове године, концерата, политичких скупова, прослављања успјеха спортиста, новогодишње манифестације Зимзоград, старт и циљ Бањалучког полумаратона ... На Тргу је постављен споменик Криви сат, као подсјетник на разорни земљотрес који је задесио овај град 1969. Поред споменика, тргом доминира робна кућа Боска, која је отворена 1978. и која је представљала један од најпознатијих објеката тога типа у Југославији, и један је од симбола Града на Врбасу.
Трг је први и посљедњи пут након изградње седамдесетих година ХХ вијека реконструисан 2002. године, када су дотадашње клизаве мермерне плоче замијењене гранитним плочама, које су и данас ту. Тада је постављена нова расвјета на тргу, равни стуб Кривог сата замијењен је кривим (по коме данас и носи име) и изграђена је фонтана са водоскоцима.
Већа реконструкција Трга засад није у плану, али постоје најаве да ће бити реконструисан након доградње хотела "Палас".

## Историјат[5]

#### Аустроугарска владавина
За вријеме аустроугарске владавине, на простору између Господске улице и Сијамија џамије са харемом (локалитета данашњег хотела "Палас") налазило се више објеката, са различитим садржајима и естетским квалитетом, углавном са пословним простором у приземљу и становима на спрату. Грађевинска линија тих објеката била је значајно повучена у односу на главну улицу (данашњу Улицу Краља Петра Првог Карађорђевића) а повезана са линијом на источној страни Господске улице, што је омогућило формирање сквера између објеката и улице. Међу тим објектима веома интересантан је био објекат ресторана - већа приземница са поткровљем у тиролском стилу, а такође је био интересантан и објекат Прве хрватске штедионице и Муслиманске банке, изграђен као спратна угловница према данашњој Јеврејској улици.

#### Период 1945 - 1969.
Након Другог свјетског рата сви објекти су срушени и замијењени тада модерном стамбено-пословном зградом спратности П+4, која је вјероватно својим габаритима и због кружних отвора на оградама балкона подсјећала на прекоокеански брод "Титаник", због чега су је Бањалучани звали "Титаник зградом". Пројектант зграде је вјероватно био бањалучки архитекта Ибрахим Салихагић. Као и претходни објекти, зграда је изграђена на истој грађевинској линији, усљед чега је на простору између зграде и улице и даље био присутан сквер, само уређенији - са цвијетњаком и јавним сатом.

#### Период након земљотреса 1969. године
У разорном земљотресу 1969. године "Титаник" је била једна од најоштећенијих зграда због чега је почетком 1970. године морала бити срушена. Након тога на њеном простору налазио се привремени паркинг простор, све до изградње нових објеката који су предвиђени Урбанистичким планом из 1971. године. Тим планом предвиђена је изградња велике робне куће, која је названа "Боска", доградњу хотела "Палас" и изградњу зграде Дома солидарности на мјесту порушене Гимназије (Реалке). Са циљем добијања што квалитетнијих рјешења, расписан је јавни конкурс за урбанистичко-архитектонско рјешење, на коме су прву награду добиле загребачке архитекте Љерка Лулић, Велимир Најдхардт и Јасна Носо. Осим дограђеног дијела хотела "Палас", који је дуго стајао недовршен а 2023. године и срушен, остала два објекта су реализована. Главни објекат трга је Робна кућа "Боска", која је до посљедњег рата била највећа робна кућа у Босни и Херцеговини. Задржавањем претходне грађевинске линије па чак и дјелимичним повлачањем маса "Боске" у односу на њу, формиран је простор пространог трга, који је првобитно носио име Трг Едварда Кардеља, а који од почетка деведесетих година XX вијека носи данашњи назив - Трг Крајине. Са трга се некада пружала визура према тврђави Кастел и Бањ брду (тадашњим Шехитлуцима) а која је нарушена надоградњом градске тржнице у првој деценији XXI вијека. Испод трга налази се и јавни потходник, којим се приступа у подземне пословне етаже у склопу "Боске". При изградњи трга, исти је био поплочан мермерним плочама које су биле изузетно клизаве.

#### Период након распада Југославије до данас
У првом периоду након распада Југославије трг је имао идентичан изглед као и прије, са малим "козметичким" измјенама, као што су постављање бетонских жардињера 1998. и формирање травнатих брдашаца са цвијећем током прољећа 1999. године. Реконструкција Трга Крајине одвијала се током 2002. године, када трг поприма данашњи изглед. Тада су дотрајале и клизаве мермерне плоче замијењене гранитним, постављена је нова расвјета, уграђена је декоративна расвјета која није у функцији већ дуго времена, и изграђена је фонтана у задњем дијелу трга. Тада је равни стуб спомен сата замијењен кривим (по коме се и назива "Криви сат") и поред њега су додане двије клупе и скулптура у облику зида. Такође, изграђен је и лифт којим је инвалидним лицима омогућен приступ супермаркету и сличним садржајима у подруму "Боске", а који данас није у функцији.

Реконструкција трга засад није у плану, али постоје најаве да ће бити извршена након изградње новог дијела хотела "Палас".

## Криви сат
Споменик Криви сат налази се на бањалучком Тргу Крајине, и на њему су казаљке фиксно постављене на 9 сати и 11 минута, као подсјетник на 27. октобар 1969. када је Бањалуку погодио најснажнији земљотрес у њеној историји. Овом великом потресу је претходио један мањи потрес, 26. октобра исте године, а одлуком тадашњег руководства Скупштине општине Бањалука, да дјеца не иду у школу и радници на посао, спашен је велики број људских живота, јер је сутрадан Град погодио много јачи и разорнији земљотрес. Након земљотреса донесени су строжи прописи у вези са градњом објеката у Бањој Луци.

## Робна кућа „Боска” у новом руху
Робна кућа „Боска”, отворена је 1978. и убрзо је постала кућа са великим прометом и угледом једног од најпрепознатљивијих објеката тога типа у Југославији., а током и непосредно након Грађанског рата у БиХ изгубила је стари сјај, а онда 2010. засијала је у новом руху. Конзорцијум „Зекстра-Делта” уложио је 15 милиона евра у ревитализацију овог објекта.

## Галерија
- Робна кућа "Боска" на тргу